# Massif du Mont-Blanc
Pour les articles homonymes, voir Mont Blanc (homonymie).
 (juin 2016).

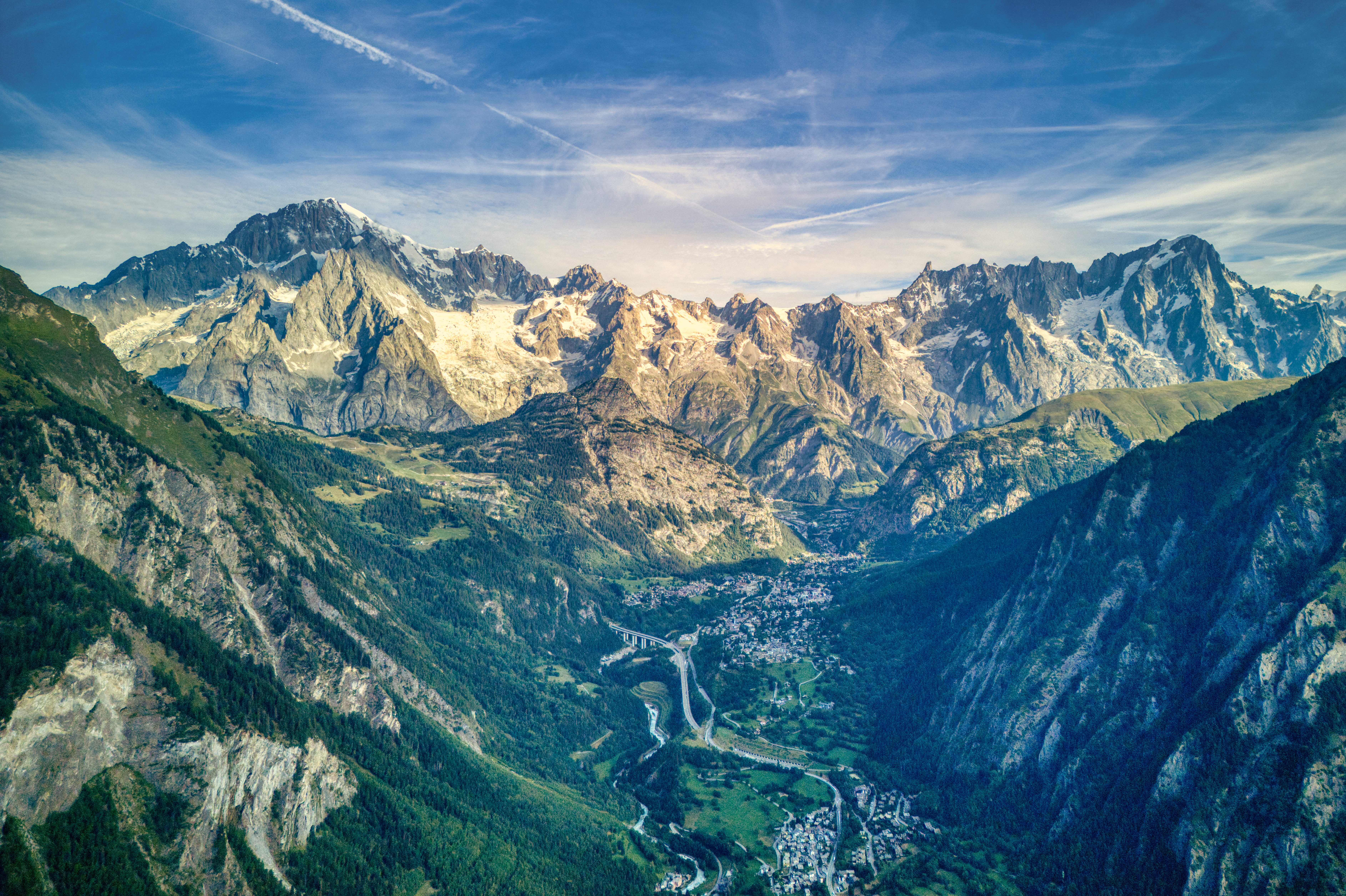
Vue du massif depuis le col d'Arpy.

Le massif du Mont-Blanc est un massif des Alpes partagé entre la France, l'Italie et la Suisse. Il abrite le mont Blanc, plus haut sommet d'Europe occidentale qui culmine à 4 806 mètres. Le massif est traversé par le tunnel du Mont-Blanc, entre Chamonix en Haute-Savoie (dans la vallée de l'Arve) et Courmayeur en région Vallée d'Aoste.

## Géographie

### Situation
Le massif du Mont-Blanc est relativement restreint en superficie puisqu'il s'étend sur seulement 400 km2 environ, mais il empiète sur trois pays : il est situé en grande partie sur le département français de la Haute-Savoie, mais également sur celui de la Savoie, sur la Vallée d'Aoste en Italie et sur le canton du Valais en Suisse. Il est entouré des aiguilles Rouges au nord-ouest (rive droite de l'Arve), du massif du Giffre au nord, des Alpes pennines à l'est, des Alpes grées au sud-est et du massif du Beaufortain au sud-ouest.
Il est formé d'une chaîne principale allant des Clochers d'Arpette au nord en Suisse au mont Tondu au sud en France en passant par le mont Blanc au centre à la frontière franco-italienne et qui comporte les plus hauts sommets, notamment ceux dépassant les 4 000 mètres d'altitude. D'autres sommets secondaires l'entourent comme le Catogne, le Génépi, le mont de l'Arpille et la tête de Balme au nord, le Prarion à l'ouest ainsi que les têtes de Bellaval, la tête Nord des Fours, la crête des Gittes et le rocher du Vent au sud-ouest.
Le cœur du massif, du fait de son altitude et du petit nombre de vallées l'entrecoupant, est inhabité. En effet, les glaciers occupent les dépressions jusque bas dans les vallées, et les torrents qu'ils alimentent ne suffisent pas à éroder le massif. Il est entouré à l'ouest par les vallées de Montjoie, de l'Arve, de Chamonix et de l'Eau Noire en France, au nord par celle du Trient, du Rhône et de la Dranse en Suisse, à l'est par celles du val Ferret suisse, du val Ferret italien et du val Vény également en Italie et au sud par celles des Glaciers et du Beaufortain en France. Plusieurs cols permettent de passer de l'une de ces vallées à l'autre et délimitent ainsi le massif du Mont-Blanc des chaînes de montagnes voisines : le col des Montets entre la vallée de Chamonix et celle de l'Eau Noire qui le sépare des Aiguilles Rouges, le Petit col Ferret entre les vals Ferret suisse et italien qui le sépare des Alpes pennines, le col de la Seigne entre le val Vény et la vallée des Glaciers qui le sépare des Alpes grées, le cormet de Roselend entre la Tarentaise et le Beaufortain qui le sépare du massif du Beaufortain et le col du Bonhomme entre le Beaufortain et le val Montjoie qui le sépare du massif du Beaufortain.
On peut diviser le cœur du massif en plusieurs zones :
- les dômes de Miage et l’aiguille de Tré-la-Tête ;
- le groupe central, qui comprend le sommet du mont Blanc lui-même ;
- l'aiguille Verte, les Drus ;
- les aiguilles de Chamonix, depuis l'aiguille du Midi jusqu'à l'aiguille des Grands Charmoz ;
- les Grandes Jorasses ;
- le groupe de l'aiguille d'Argentière.

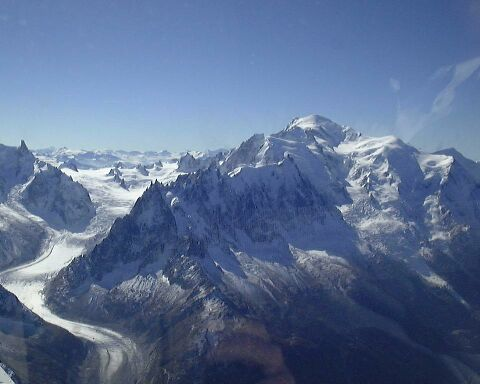
Le mont Blanc avec les aiguilles de Chamonix et la Mer de Glace.

Les vallées principales qui l'entourent sont reliées par le tunnel du Mont-Blanc (entre l'Italie et la France) et le col des Montets via Vallorcine (entre la France et la Suisse). De fait, le massif du Mont-Blanc est fortement équipé en installations touristiques, afin d'accueillir les touristes du monde entier : on compte cinq téléphériques pour la seule vallée de Chamonix, le plus célèbre étant celui grimpant à l'aiguille du Midi (3 842 m).

### Traversée
Le cœur du massif du Mont-Blanc comporte un seul point de passage routier représenté par le tunnel du Mont-Blanc entre la vallée de Chamonix au nord-ouest et la Vallée d'Aoste au sud-est. Il peut également être franchi par une succession de téléphériques touristiques entre Chamonix-Mont-Blanc et Courmayeur : le téléphérique de l'Aiguille du Midi et la télécabine Panoramic Mont-Blanc en France ainsi que le Skyway Monte Bianco en Italie. Outre ces deux infrastructures, la traversée du cœur du massif passe par des itinéraires d'alpinisme et de ski de randonnée.
Les reliefs annexes situés autour du cœur du massif sont traversés plus aisément bien que les infrastructures soient réduites. Ainsi, la route principale 203 dans le canton du Valais passe par le col de la Forclaz à 1 527 mètres d'altitude entre le mont de l'Arpille et le Génépi. Les autres points de passage sont représentés par des chemins de montagne et des sentiers de randonnée, notamment empruntés par le Tour du Mont-Blanc et ses variantes :
- au nord :
  - par le col de Balme entre la tête de Balme et les Grandes Autannes,
  - par la fenêtre d'Arpette entre le Génépi et la pointe des Ecandies ;
- au nord-est :
  - par les Petit et Grand col Ferret entre le mont Dolent et le Grand Golliat ;
- au sud :
  - par le col de la Seigne entre l'aiguille des Glaciers et la montagne de la Seigne,
  - par le col d'Enclave entre le mont Tondu et les têtes de Bellaval,
  - par le col des Fours entre la tête Nord et la tête Sud des Fours,
  - par le col de la Croix du Bonhomme entre la tête Sud des Fours et la crête des Gittes,
  - par le col de la Sauce entre la crête des Gittes et les roches Merles ;
- au sud-ouest :
  - par le col de Tricot entre l'arête de Tricot et le mont Vorassay,
  - par les cols de Voza et de la Forclaz dans le secteur du Prarion.

### Principaux sommets

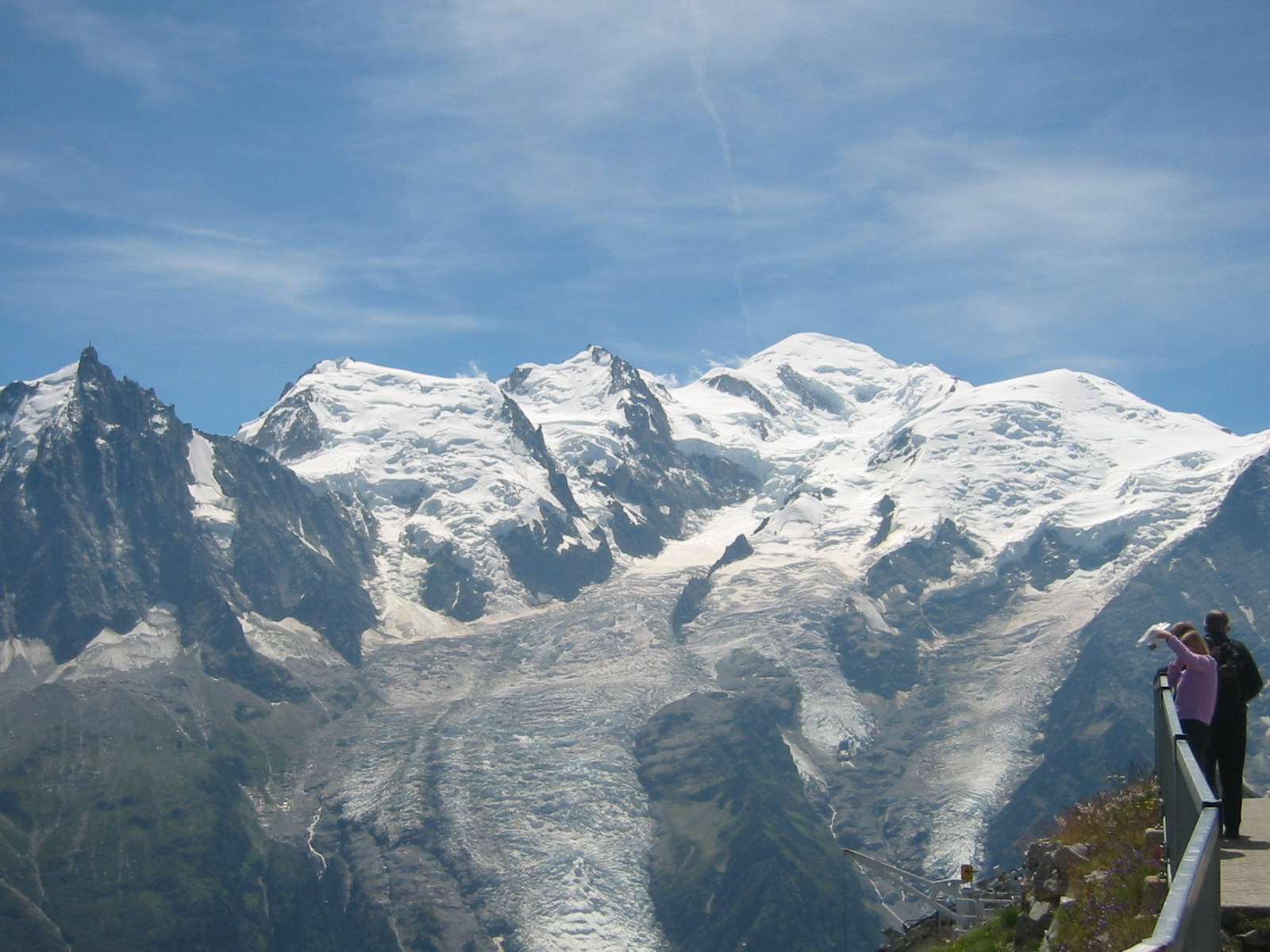
Partie centrale du massif.

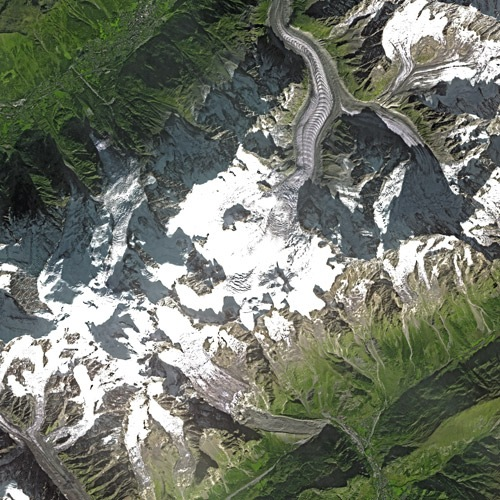
Massif du Mont-Blanc vu par le satellite SPOT.

Ces sommets sont classés selon leur altitude, du plus élevé au moins élevé :
- le mont Blanc (4 806 m) ;
- le mont Blanc de Courmayeur (4 748 m) ;
- la pointe Louis-Amédée (4 470 m) ;
- le mont Maudit (4 465 m) ;
- le dôme du Goûter (4 304 m) ;
- le mont Blanc du Tacul (4 248 m) ;
- le Grand Pilier d'Angle (4 243 m) ;
- les Grandes Jorasses (4 208 m) ;
- l'aiguille Verte (4 122 m) ;
- les aiguilles du Diable (4 114 m) ;
- l'aiguille Blanche de Peuterey (4 108 m) ;
- la Grande Rocheuse (4 102 m) ;
- le mont Brouillard (4 068 m) ;
- l'aiguille de Bionnassay (4 052 m) ;
- l'aiguille du Jardin (4 035 m) ;
- le dôme de Rochefort (4 015 m) ;
- la dent du Géant (4 013 m) ;
- la pointe Baretti (4 006 m) ;
- l'aiguille de Rochefort (4 001 m) ;
- les Droites (4 000 m) ;
- le mont Mallet (3 989 m) ;
- l'aiguille de Tré-la-Tête (3 920 m) ;
- l'aiguille d'Argentière (3 900 m) ;
- l'aiguille de Triolet (3 870 m) ;
- l'aiguille du Goûter (3 863 m) ;
- les Courtes (3 856 m) ;
- l'aiguille du Midi (3 842 m) ;
- le Grand Capucin (3 838 m) ;
- le Tour Noir (3 837 m) ;
- l'aiguille du Chardonnet (3 824 m) ;
- le mont Dolent (3 823 m) ;
- l'aiguille des Glaciers (3 816 m) ;
- l'aiguille Noire de Peuterey (3 773 m) ;
- l'aiguille de Leschaux (3 759 m) ;
- les Drus (3 754 m) ;
- l'aiguille de l'A Neuve (3 753 m) ;
- l'aiguille de Talèfre (3 730 m) ;
- l'aiguille Mummery (3 700 m);
- l'aiguille Ravanel (3 696 m);
- l'aiguille du Plan (3 673 m) ;
- les dômes de Miage (3 673 m) ;
- la dent du Crocodile (3 640 m) ;
- le Pain de Sucre d'Envers du Plan (3 607 m) ;
- la dent du Caïman (3 554 m) ;
- l'aiguille du Tour (3 544 m) ;
- le Gros Rognon (3 541 m) ;
- l'aiguille de Blaitière (3 522 m) ;
- les aiguilles Dorées (3 517 m) ;
- la Petite Aiguille Verte (3 512 m) ;

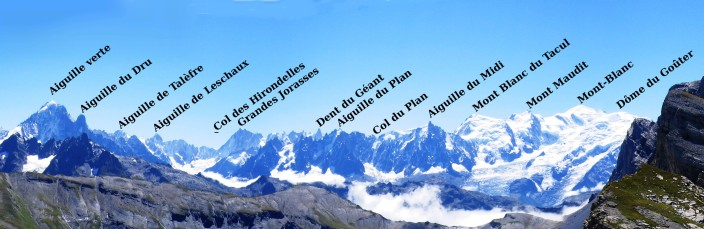
Panorama de la partie centrale du massif du Mont-Blanc, avec le nom de quelques sommets.

- l'aiguille du Fou (3 501 m).

### Glaciers principaux
Le massif du Mont-Blanc abrite les glaciers les plus importants de France métropolitaine. Les plus connus, sur le versant nord, sont la Mer de Glace, le glacier d'Argentière, le glacier des Bossons et celui de Tré-la-Tête.

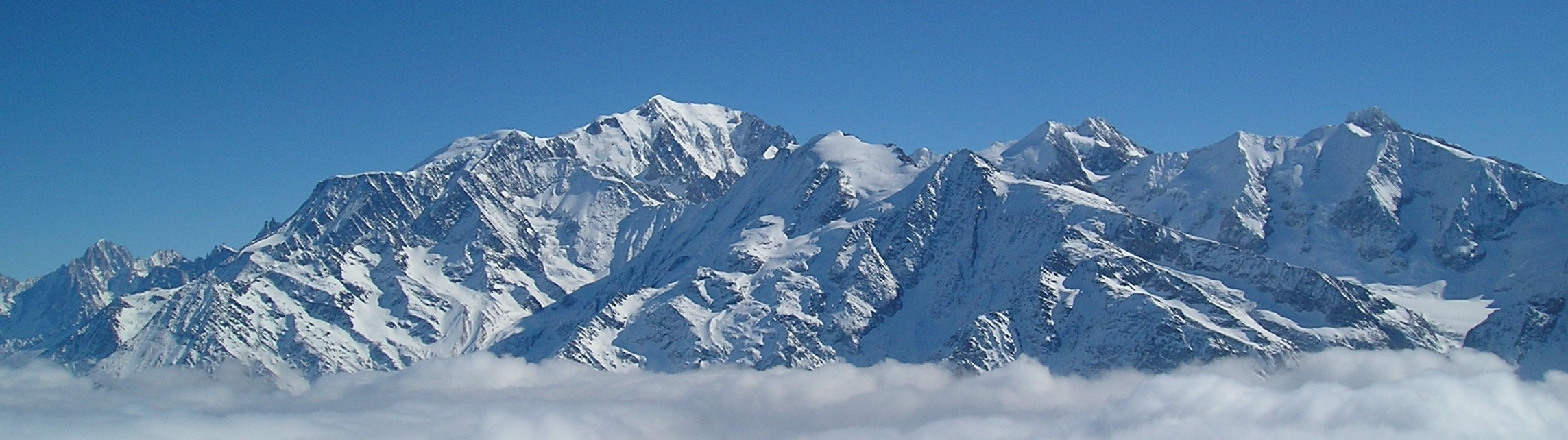
Massif du Mont-Blanc vu depuis la station des Contamines-Montjoie (sommet de l'aiguille Croche).

#### Glaciers français (du nord au sud)
- Glacier du Tour

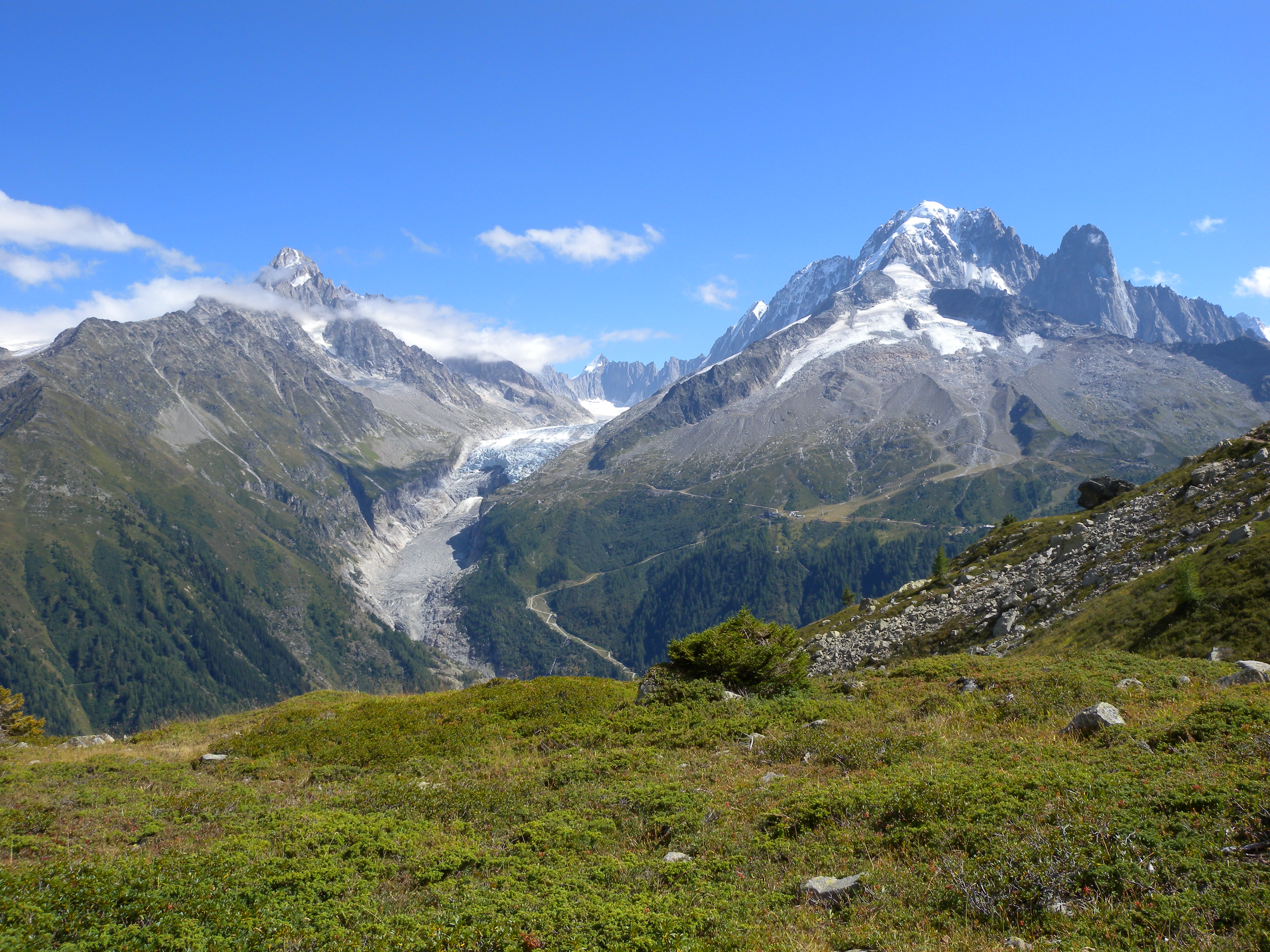
Le glacier d'Argentière et l'aiguille Verte.

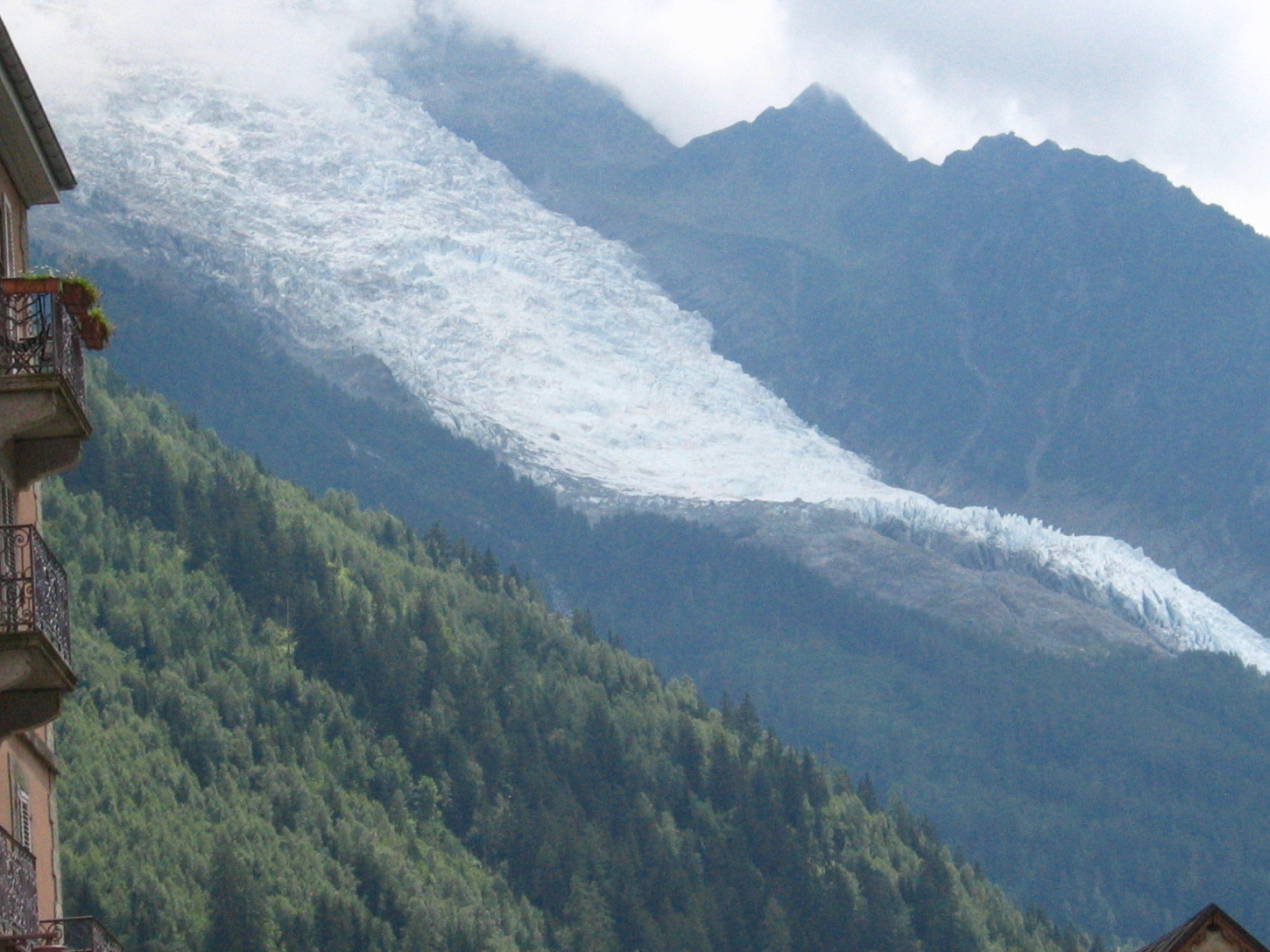
La partie basse du glacier des Bossons.

- Glaciers du Chardonnet, du Milieu, des Améthystes, du Tour-Noir (affluents du glacier d'Argentière)
- Glacier d'Argentière (deuxième glacier du massif)
- Glacier des Rognons (rejoint en partie le glacier d'Argentière)
- Glacier de la Pendant
- Glacier du Nant-Blanc
- Glacier de la Charpoua
- Mer de Glace (plus grand glacier du massif)
- Glacier de Talèfre
- Glacier de Leschaux (conflue avec le glacier du Tacul pour former la Mer de Glace)
- Glacier du Tacul (descend du plateau du Géant ; conflue avec le glacier de Leschaux)
- Glacier des Périades (rejoint le glacier du Tacul)
- Glacier des Nantillons (sous l'aiguille des Grands Charmoz)
- Glacier de Blaitière (sous l'aiguille du même nom)
- Glacier des Pélerins (entre l'aiguille du Midi et l'aiguille du Plan)
- Glacier des Bossons (descend du sommet du mont Blanc)
- Glacier de Taconnaz
- Glacier de Tête-Rousse (possède une poche d'eau sous la glace)
- Glacier de Bionnassay
- Glacier de Miage
- Glacier de Tré-la-Tête
- Glacier des Glaciers

#### Glaciers italiens (du nord au sud)
- Glacier de Pré de Bar
- Glacier de Triolet
- Glacier de Greuvettaz
- Glacier de Frébouge
- Glacier des Grandes-Jorasses
- Glacier de Planpincieux
- Glacier de Toule
- Glacier de la Brenva
- Glacier de Frêney
- Glacier du Brouillard

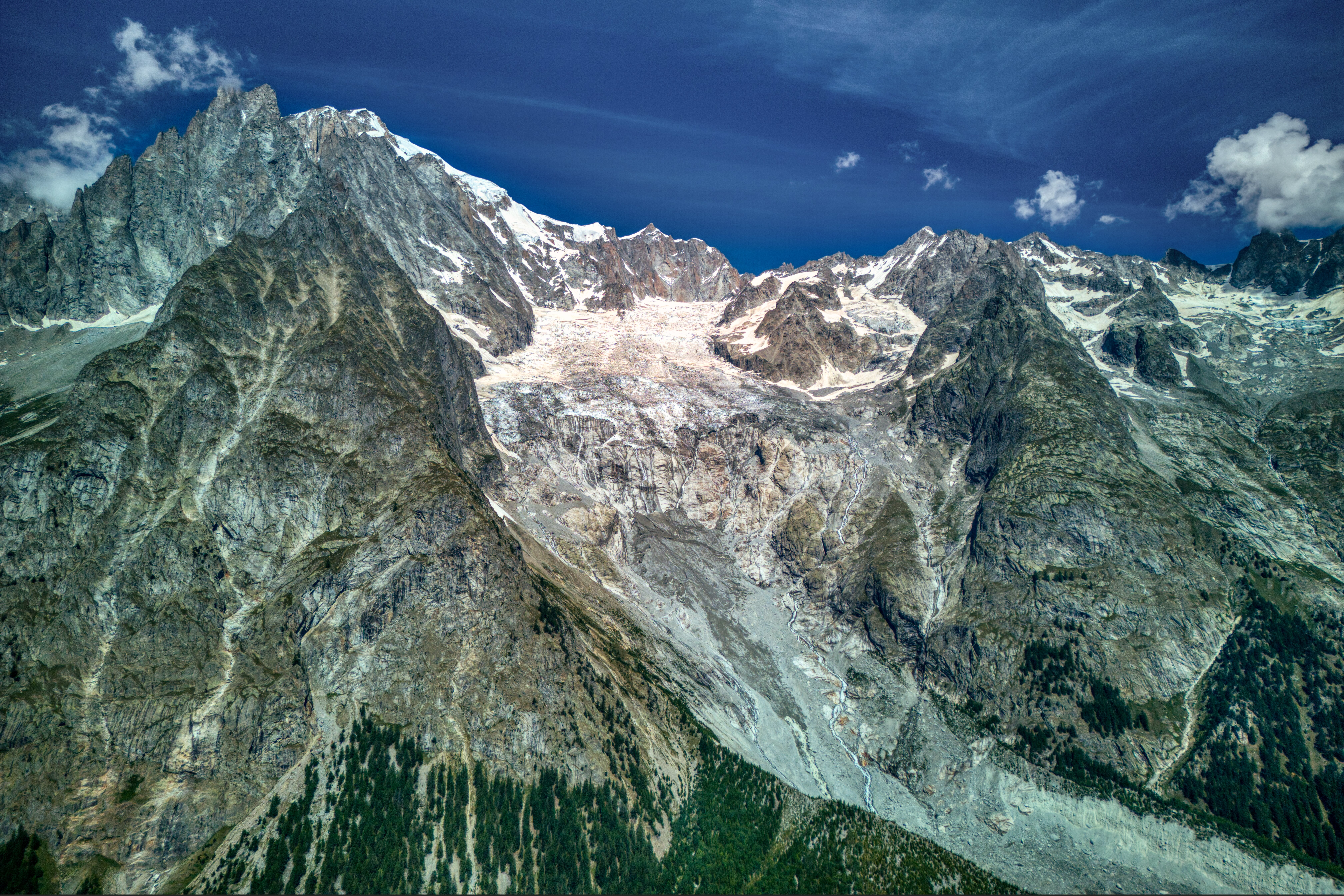
Vue du glacier de la Brenva.

- Glaciers de Bionnassay italien, du Dôme et du Mont-Blanc (rejoignent le glacier du Miage)
- Glacier du Miage (plus grand glacier italien du massif)
- Glacier de la Lex-Blanche
- Glacier d'Estellette

#### Glaciers suisses (du nord au sud)

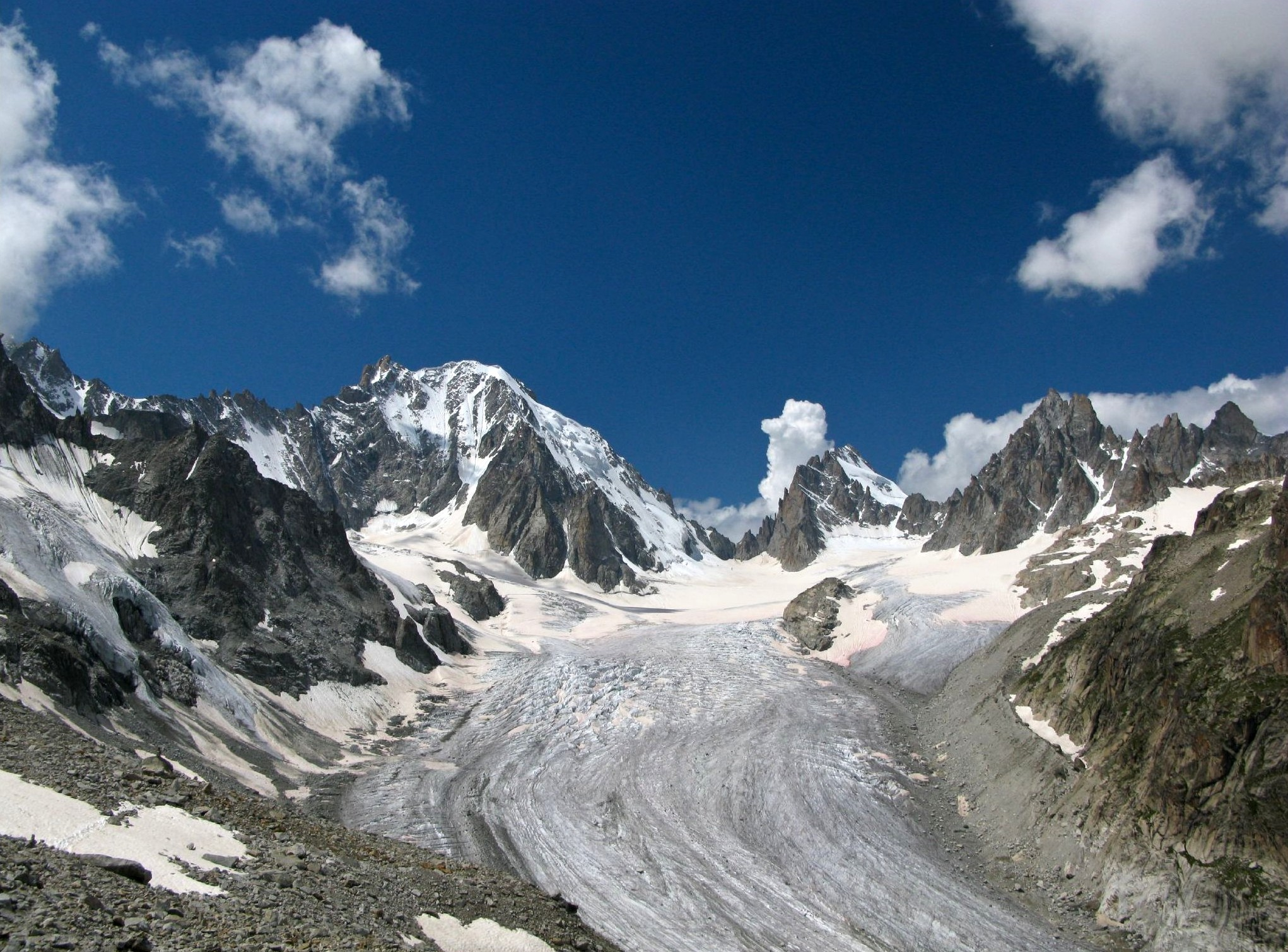
Le glacier de Saleinaz.

- Glacier des Grands
- Glacier du Trient
- Glacier d'Orny
- Glacier de Saleinaz
- Glacier de Treutsebo
- Glacier de l'A Neuve
- Glacier du Dolent

### Géologie

#### Cadre structural
Le massif du Mont-Blanc fait partie des massifs cristallins externes qui sont des socles anté-triassiques de la plaque européenne, affiliés au domaine structural de l'Helvétique inférieur (équivalent du domaine paléogéographique du Delphino-helvétique), et exhumés lors de l'orogenèse alpine à partir du Miocène,. Ces socles sont surmontés en périphérie par des couvertures sédimentaires autochtones à parautochtones qui leur sont associées mais elles sont délimitées par des contacts tectoniques. L'ensemble est ensuite chevauché depuis son versant sud-est par les nappes helvétiques (nappe de Morcles et nappe des chaînes subalpines) puis par un second socle et sa couverture sédimentaire appartenant à l'Helvétique supérieur (nappe du mont Chétif et nappe de Roselette à l'extrémité au sud-ouest).
Le massif est séparé de celui des aiguilles Rouges au nord-ouest par la zone cisaillement basale du mont Blanc. L'ensemble se prolonge vers l'ouest par la chaîne de Belledonne, autre socle des massifs cristallins externes et partiellement recouvert par des couvertures sédimentaires delphino-helvétiques (nappes des chaînes sublpaines et paurotochtone). Entre ces deux reliefs, le socle apparaît ponctuellement au milieu des couvertures sédimentaires sous la forme de fenêtre autour de Megève. Sur son versant sud, il est délimité par le front pennique qui met en contact les unités delphino-helvétiques avec les unités penniques (zone de Sion-Courmayeur) dans le val Ferret. Vers l'est, les socles plongent et sont recouverts par les nappes helvétiques du groupe du Wildhorn, puis le massif de l'Aar-Gothard prend le relais en tant que socle helvétique.

#### Stratigraphie
Les unités de socle comportent deux groupes de lithologies : les roches polymétamorphiques dont le protolithe est d'âge néoprotérozoïque à ordovicien et des roches intrusives permiennes. Les roches polymétamorphiques sont principalement composées de gneiss variés et d'âge indéterminé. Les unités les plus anciennes comprennent des roches ultrabasiques correspondant à d'ancienne croûte océanique que l'on retrouve aujourd'hui sous forme de boudins alignés dans la masse de gneiss. Des roches basiques dérivent d'un arc volcanique associés à des zones de subduction. Enfin, une grande partie des roches de socle est constituée par le granite du mont Blanc d'âge carbonifère tardif (303 ± 2 Ma). Le cœur du massif (Vallée Blanche) et l'est du massif (glacier du Tour, glacier du Trient) sont constitués par le granite tandis que la partie occidentale (sommet du mont Blanc lui-même, dôme du Goûter, le secteur de Tré-la-Tête) est principalement constituée de gneiss. Il est ceinturé en périphérie par une enveloppe de rhyolite qui est préservée sur sa bordure nord-est, sur le versant suisse.
Les unités de la couverture sédimentaire se répartissent entre unités autochtones à parautochtones et celles charriées sous forme de nappe. Les premières demeurent associées à leur socle (autochtnone) voire sont légèrement déplacées (parautochtone) sous l'effet de la déformation tandis que les secondes se distinguent par leur charriage sous forme de nappe ce qui impliquent une origine plus méridionale. L'ensemble de ces couvertures sédimentaires se distinguent des nappes helvétiques situées au nord des massifs cristallins externes par leur stratigraphie restreinte au Mésozoïque et incomplète. Elle débute au Trias et s'étend au mieux jusqu'au Crétacé inférieur (Urgonien). Elle est par contre dépourvu de sédimentation cénozoïque de bassin d'avant-pays (des calcaires à algues rouges jusqu'aux flyschs helvétiques). Elles présentent aussi d'importantes déformations internes regroupées en trois phases de déformations successives et les séries calcaires sont parfois marmorisées.

#### Quaternaire
Le changement climatique peut influencer la géomorphologie du massif, par le recul des glaciers, mais aussi au travers d'une accélération des phénomènes d'effondrement et d'écroulements dans les zones où les roches d'altitude étaient maintenues par de l'eau constamment gelée (« permafrost de paroi »), comme cela a par exemple été étudié sur la face ouest des Drus par le CNRS et l'université de Savoie.

#### Activité sismique
La région nord-ouest des Alpes fait partie des régions les actives sur le plan sismique en France métropolitaine et en Suisse. Du côté français, le tremblement de terre du 29 avril 1905 à Chamonix est le plus important séisme mesuré avec une magnitude comprise entre 5,1 et 5,6. D'autres séismes de magnitude supérieure à 4 ont été mesurés autour du massif du mont-Blanc à Vallorcine, dans le Valais et en Vallée d'Aoste. L'ensemble de ces séismes a mis en évidence un faisceau de failles séismogéniques dénommé « faille vallée du Rhône - Salvan » ou « zone de cisaillement Vallorcine - Valais ». Ces failles présentent un mécanisme décrochant dextre.

## Activités

### Alpinisme
Le massif est un des endroits les plus prisés en France et en Europe pour la pratique de l'alpinisme grâce aux courses de tous niveaux.

### Stations de sports d'hiver
- Argentière (France)
- Chamonix (France)
- Les Houches (France)
- Séez (France)
- Courmayeur (Italie)
- Le col de la Forclaz, communes de Martigny-Combe et Trient (Suisse)
- Champex-Lac, commune d'Orsières (Suisse)
- Vallorcine (France)
- Saint-Gervais-les-Bains (France)

### Environnement
Encouragé par la création de plusieurs réserves naturelles dans les massifs alentour (par exemple la réserve naturelle nationale des Aiguilles-Rouges) afin de préserver la montagne, un parc naturel couvrant l'ensemble du massif est à l'étude depuis plusieurs années,. Mais le projet se heurte à des difficultés juridiques en raison de la situation géographique de ce massif chevauchant des frontières,.

#### L'Espace Mont-Blanc
L'Espace Mont-Blanc (EMB) est le regroupement multinational des collectivités locales intéressées par la gestion du massif. Il couvre 2 800 km2 et concerne 100 000 habitants, répartis dans trente-cinq communes : quinze en France, dans les départements de Savoie et Haute-Savoie, quinze en Suisse, dans le canton du Valais, et cinq en Italie, dans la région autonome de Vallée d'Aoste. L'Espace Mont-Blanc est géré par la « conférence transfrontalière Mont-Blanc » (la CTMB), dans un but de protection et de valorisation.
L'Espace Mont-Blanc est créé, en 1991, par les ministres de l'Environnement de France, d'Italie et de Suisse. En 2005, l'Espace Mont-Blanc élabore un « schéma de développement durable » (SDD), qui définit les stratégies de développement local et régional. En 2010, un « plan intégré transfrontalier » (PIT), comportant six projets, est adopté. Sa coordination est assurée, en France, par le syndicat mixte Pays du Mont-Blanc, à Passy (Haute-Savoie), en Italie, par la direction de l'Environnement de l'Assessorat du territoire et de l'environnement[Quoi ?] de la région autonome Vallée d'Aoste, à Saint-Christophe, et, en Suisse, par le service du développement territorial du canton du Valais, à Sion. Il associe vingt-sept partenaires officiels, publics ou privés.

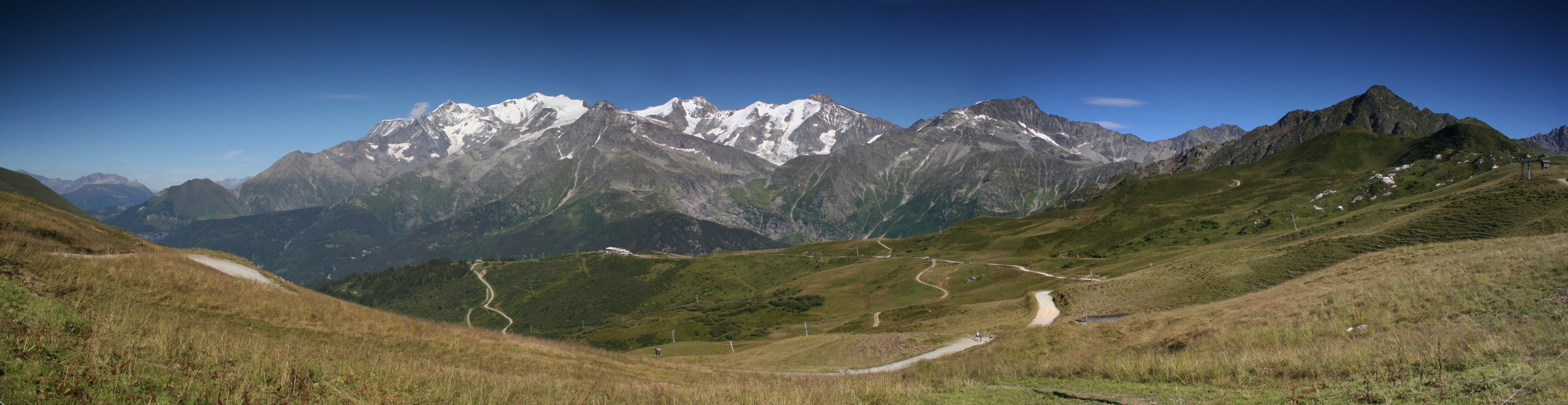
Massif du Mont-Blanc en été vu du col du Joly.